# 피로스마니 (영화)
피로스마니(Pirosmani)는 러시아(구 소련)에서 제작된 지오지 쉥겔라야 감독의 1969년 영화이다. 아브탄딜 바라지 등이 주연으로 출연하였다.

## 출연

### 주연
- 아브탄딜 바라지
- 도도 아바시드제

### 조연
- 기비 아레크산드리아
- 스파탁 바가슈빌리